# Gare de Beaurainville
Gare de Beaurainville vasútállomás Franciaországban, Beaurainville településen.

## Vasútvonalak
Az állomást az alábbi vasútvonalak érintik:
- Saint-Pol-sur-Ternoise-Étaples-vasútvonal

## Kapcsolódó állomások
A vasútállomáshoz az alábbi állomások vannak a legközelebb:
- Gare de Maresquel
- Gare de Brimeux